# Manilkara koechlinii
Manilkara koechlinii är en tvåhjärtbladig växtart som beskrevs av André Aubréville och François Pellegrin. Manilkara koechlinii ingår i släktet Manilkara och familjen Sapotaceae.
Artens utbredningsområde är Kongo. Inga underarter finns listade i Catalogue of Life.